# 王夫棠
王夫棠（1932年1月8日—2005年12月1日），本名王福棠，河南省南陽市人，中國大陸表演藝術家、話劇演員、中國人口文化促進會前常務副會長，為一級演員。1982年，他還在楊潔指導的電視劇《西遊記》中飾演牛魔王。主演過《赤道戰鼓》、《鄭和下西洋》、《兄妹開荒》、《夫妻識字》、《白毛女》、《好班長》、《三世仇》、《三月三》、《天網》、《日出》、 《9600萬雙眼睛》、《破襲戰》、《八仙的傳說》等。因在《日出》中飾演潘月亭的努力最为引人注目，雖然他不是主演，但卻深受人們的關注，因此他獲得了大眾電影百花獎最佳男配角。2001年7月他與作家周毅合著一本書《人口文化與西部可持續發展》，獲得了第四屆中華人口獎。

## 簡歷
1932年1月8日，王夫棠出生於河南省南陽市西棗園村貧困的農民家庭，王夫棠從小就很放羊，父親為了陪養王夫棠獨立自主的精神，在王夫棠5歲時父親開始訓練栽種、收成農作物的工作，读书至初中即辍学当工人。後來進入了解放軍藝術學院，畢業後於1949年5月加入了中國人民解放軍當偵查者，1952年調職公安師文工隊，任演員、分隊隊長。後來在1953年8月加入了中國共產黨。1963年中國建築文工團合併入海軍政治部文工團，參加全軍幹部進修班中的導演班進修。畢業後回海政文工團話劇團任演員、隊長、團長。1965年，王夫棠從中國人民解放軍藝術學院畢業。1978年擔任中國青年藝術劇院演員。1979年任青藝巡迴演出隊隊長。2005年12月1日下午8點35分，王夫棠在北京病逝，享壽73歲。

## 作品列表

### 電影
| 年份     | 標題                 | 角色                 | 導演                   | 合作演員                                 |
| -------- | -------------------- | -------------------- | ---------------------- | ---------------------------------------- |
| 1950年   | 《白毛女》           |                      | 不祥                   | 不詳                                     |
| 1955年   | 《古城春曉》         | 敵司令               | 不詳                   | 不詳                                     |
| 1955年   | 《劉四姐》           | 司令肖子章           | 不詳                   | 不詳                                     |
| 1955年   | 《三月三》           | 排長周洪亮           | 不詳                   | 不詳                                     |
| 1964年   | 《赤道戰鼓》         | 姆旺卡               | 不詳                   | 不詳                                     |
| 1979年   | 《伽利略傳》         | 伽利略和宮廷大臣     | 不祥                   | 不詳                                     |
| 1979年   | 《春的信息》         | 省委書記鍾波         | 不詳                   | 不詳                                     |
| 1979年   | 《海空雄鷹》         | 飛行團長黃鍵         | 不詳                   | 不詳                                     |
| 1979年   | 《歸帆》             | 市委辦公廳主任謝東昇 | 不詳                   | 不詳                                     |
| 1979年   | 《權與法》           | 市委書記羅放         | 不詳                   | 不詳                                     |
| 1979年   | 《深夜靜悄悄》       | 魏林伯               | 不詳                   | 不詳                                     |
| 1979年   | 《櫻桃時節》         | 波杜安               | 不詳                   | 不詳                                     |
| 1979年   | 《本報星期四第四版》 | 李復始               | 不詳                   | 不詳                                     |
| 1979年   | 《夜海戰歌》         |                      | 不詳                   | 不詳                                     |
| 1981     | 《蘇小三》           | 高六爺               | 潘文展、袁月華         | 陈晓雷、马树超                           |
| 1985年   | 《春雷》             | 工運代表唐亮         | 不詳                   | 不詳                                     |
| 1985年   | 《日出》             | 潘月亭               | 於本正                 | 方舒                                     |
| 1985年   | 《八仙的傳說》       | 曹國舅               | 趙煥章                 | 石維堅                                   |
| 1986年   | 《阿團》             | 賀龍                 | 不詳                   | 不詳                                     |
| 1986年   | 《南國星淚》         | 公安局長             | 不詳                   | 不詳                                     |
| 1986年   | 《鄭和下西洋》       | 鄭和                 | 不詳                   | 不詳                                     |
| 1986年   | 《破襲戰》           | 松木                 | 鄭治國、於業華、李三義 | 王庆祥、穆宁                             |
| 1987年   | 《敬禮，我的教官》   | 教官                 | 不詳                   | 不詳                                     |
| 1988年   | 《柏油路上的戰爭》   |                      | 張勇手                 | 郑在石、唐国强、李岚、田华               |
| 1990年   | 《9600萬雙眼睛》     |                      | 劉淑安、鄭健民         | 王志刚、姜黎黎、郭允泰                   |
| 1991年   | 《槍訪要塞》         | 陶司令               | 華克                   | 杜振清、沈蕙芬、李偉、馬樹超、劉之冰     |
| 1994年   | 《天網》             |                      | 謝鐵驪、邱中義         | 孙飞鹏、董骥、雍和平                     |
| 1999年   | 《夢開始的地方》     |                      | 葉京                   | 李雪健、张涵予、陶虹、丁志诚、刘蓓、傅彪 |
| 1999年   | 《離婚》             | 所長                 | 馬軍驤                 | 葛優、傅彪、丁志城、谭宗尧               |
| 2001年   | 《臘八姐》           |                      | 不詳                   | 不詳                                     |
| 2001年   | 《香火》             |                      | 不詳                   | 不詳                                     |
| 年份不詳 | 《三世仇》           |                      | 不詳                   | 不詳                                     |
| 年份不詳 | 《好班長》           | 班長                 | 不詳                   | 不詳                                     |
| 年份不詳 | 《兄妹開荒》         |                      | 不詳                   | 不詳                                     |
| 年份不詳 | 《夫妻識字》         |                      | 不詳                   | 不詳                                     |
| 年份不詳 | 《約翰遜哭靈》       |                      | 不詳                   | 不詳                                     |
| 年份不詳 | 《風暴》             |                      | 不詳                   | 不詳                                     |
| 年份不詳 | 《福兮禍兮》         |                      | 不詳                   | 不詳                                     |
| 年份不詳 | 《龍鳳鄉的婚事》     |                      | 不詳                   | 不詳                                     |

### 連續劇
| 年份   | 出品公司       | 標題         | 角色   | 導演 | 合作演員                                                       |
| ------ | -------------- | ------------ | ------ | ---- | -------------------------------------------------------------- |
| 1982年 | 中國中央電視台 | 《西遊記》   | 牛魔王 | 楊潔 | 六小龄童、馬德華、閻懷禮、徐少華、遲重瑞、汪粵、崔景富、劉大剛 |
| 2001年 | 不詳           | 《冰糖葫蘆》 |        | 不詳 | 不詳                                                           |

## 獲獎
- 1985年，大眾電影百花獎，最佳男配角，在電影《日出》中飾演潘月亭，提名。
- 2001年7月，第四屆中華人口獎，與作家周毅合著《人口文化與西部可持續發展》。
- 年份不詳，文化部表演講。

## 書藉
- 《人口文化與西部可持續發展》，與周毅合著，出版日2001年7月，內蒙古教育出版。

## 外部連結
- 王夫棠在互联网电影资料库（IMDb）上的資料（英文）
- 王夫棠在豆瓣上的资料（简体中文）
- 王夫棠個人資料-電影-視頻全集- 1905電影網 （页面存档备份，存于）